# 보은제약
보은제약 주식회사는 2009년 창립되어 현존하는 제약 회사이다.

## 주요 의약품 및 건강음료 제품
- 레디조
- 레디조 골드

## 같이 보기
- 보은 블루웨이브